# Euklastus harti
Euklastus harti är en insektsart som beskrevs av Metcalf 1923. Euklastus harti ingår i släktet Euklastus och familjen Derbidae. Inga underarter finns listade i Catalogue of Life.